# زهدباوری

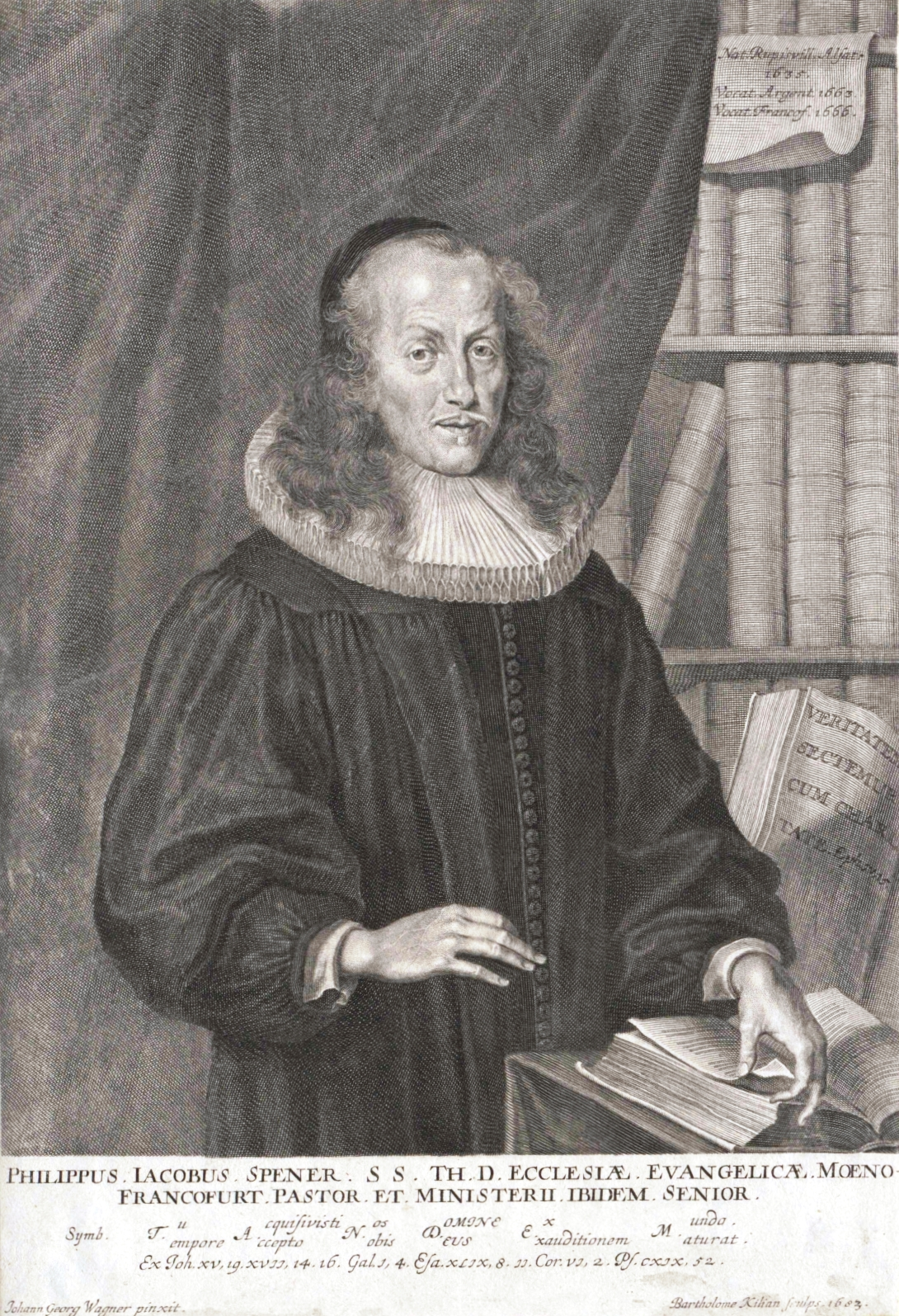
فیلیپ یاکوب اشپنر (۱۶۳۵–۱۷۰۵)، معروف به پدر زهدباوری"

زُهدباوری (به انگلیسی: Pietism) از جنبش‌های بانفوذ مذهبی بود که در سده هفدهم میلادی در میان لوتری‌های آلمانی پدید آمد. تأکید زهدباوران بر تجربه‌های شخصی از ایمان دینی و مطالعه انجیل بود، برخلاف روش غالب کلیسای لوتری که تأکید را بر آموزش‌های رسمی دینی و الهیات و اثر گرفتن زندگی فرد مسیحی از این آموزش‌ها قرار می‌داد.
نمایندگان این جنبش، همانند اشپِنِر، فرانکه، تسینسدورف و بِنِگِل بنای یک زهدباوری فعال و پویایی را گذاردند که حیات تقدس‌یافته فرد و انجیل در کانون آن قرار داشتند. متن، در زهدباوری از جایگاه والایی برخوردار است و علوم انجیلی زمینه، رشد یافته‌است. یکی از وجوه مشخصه این زهدباوری گرایش به عزلت‌گزینی از هر چیز دنیوی است.
از منظر آموزه، زهدباوری امروزین اوانگلیکال است، ولی هر اوانگِلیکالی زهدباور نیست. زهدباوران نسبت به اشکال پرهیزگارانه و نمودهای اوانگِلیکال برخوردی احتیاط‌آمیز دارند. از سوی دیگر زهدباوران تفاهم چندانی نسبت به رفتار مبارزه‌جویانه بنیادگرایان ندارند. از این رو زهدباوران راه خود را از کلیسای ایالتی (در آلمان) جدا نساختند و چنان‌که امروز شاهد آن هستیم کلیسای ایالتی وورتمبرگ شمار کثیری از اعضای زهدباور را در میان خود دارد. در واقع به زهدباوری یا پارسایی به مثابه شکلی ویژه از ایمان اوانگِلیکال نگریسته می‌شود.